# Каменные палаты Коробова
Каменные палаты Коробова — музейно-краеведческий комплекс, памятник градостроительства и архитектуры, расположенный в городе Калуге. Объект культурного наследия России федерального значения.

## История

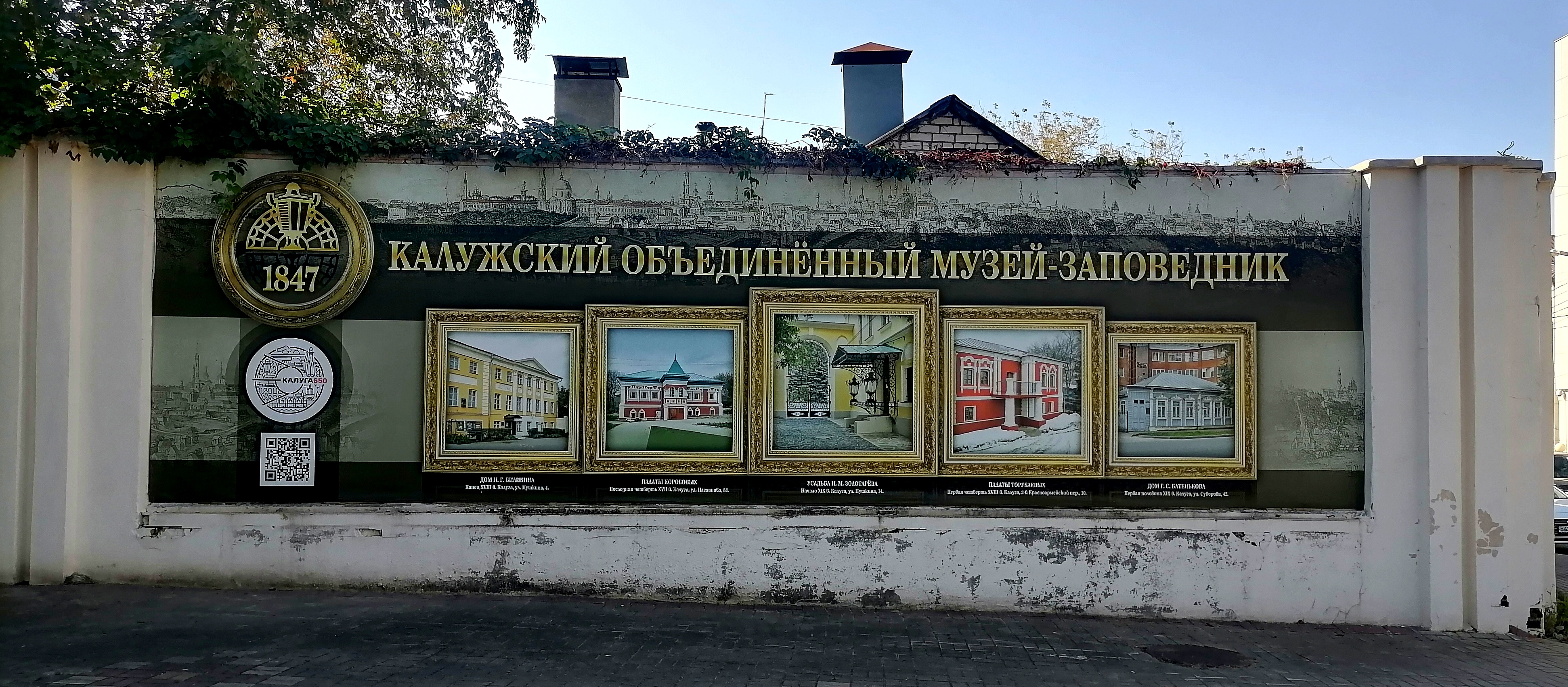

Палаты были возведены во второй половине XVII века на средства купца и земского старосты Кирилла Ивановича Коробова, торговавшего солью, хлебом и пенькой в городах средней полосы России.
По исследованию Н. Н. Померанцева вначале каменным был только подклет, а верхний этаж — деревянным, который был перестроен в камне уже к концу столетия. Согласно завещанию К. И. Коробова, умершего в 1691 году, «палаты каменные жилые» были разделены между наследниками, о чём упоминается в «Раздельной записи детей и внуков Кирилла Ивановича Коробова», составленной в 1697 году. Семья Коробовых владела домом до середины XIX века.
Долгое время каменные палаты по ошибке называли «домом Марины Мнишек», и на нём была прикреплена табличка с соответствующей надписью. Однако более поздние изыскания опровергли эту версию.
После смерти последнего представителя семьи Коробовых в середине XIX века, дом подвергся полному разорению, а затем перешёл в собственность Евдокии Владимировны Сухозанет, жены военного министра, и был восстановлен в 1880-х годах. Впоследствии владелица передала его Дворянскому собранию. Некоторое время дом сдавался внаём и был переделан жильцами под свои нужды, на каждом этаже устроено по четыре комнаты, разобраны старые изразцовые печи и фонарь, висевший на шпиле выступа фасада.
С 1891 года в палатах размещалась Калужская Учёная Архивная комиссия. 20 апреля (2 мая) 1897 года в здании палат К. И. Коробова был открыт Губернский исторический музей, экспозицию которого составили пять витрин с археологическими находками, нумизматикой, бытовыми предметами. Музей работал два дня в неделю. За первый год музей посетили 500 человек.
Во время ремонта музея, в 1980-х годах, там был найден клад уникальных старинных монет.
В 1997 году палаты К. И. Коробова были переданы Областному краеведческому музею к его 100-летию. В настоящее время здание является музейно-краеведческим центром «Палаты Коробовых» Калужского объединённого музея-заповедника. Основная экспозиция музея — «Русская изба», периодически проводятся тематические выставки.

## Архитектура
Каменные палаты в стиле московского «нарышкинского» барокко построены из кирпича «в два сруба» по типу хором из дерева на подклетах с сенями и крыльцом. Как нижний, так и верхний этажи покрыты сомкнутыми сводами. Для постройки тяг и карнизов использовался лекальный кирпич двух видов: с одним и двумя округлёнными рёбрами. Из лекального кирпича также сделаны сережки под кронштейнами оконных колонн. Левый боковой фасад имеет по три окна на каждом этаже, а правый — ни одного. Окна верхнего этажа на главном фасаде украшены уступчатыми обрамлениями, разорванными фронтонами и колонками из белого известняка. На нижнем этаже окна — маленькие арочные, обрамлённые скромными наличниками. Крыльцо, сильно выступающее из фасада, украшено кувшинообразными столбами, а парапет верхнего рундука — ширинками.

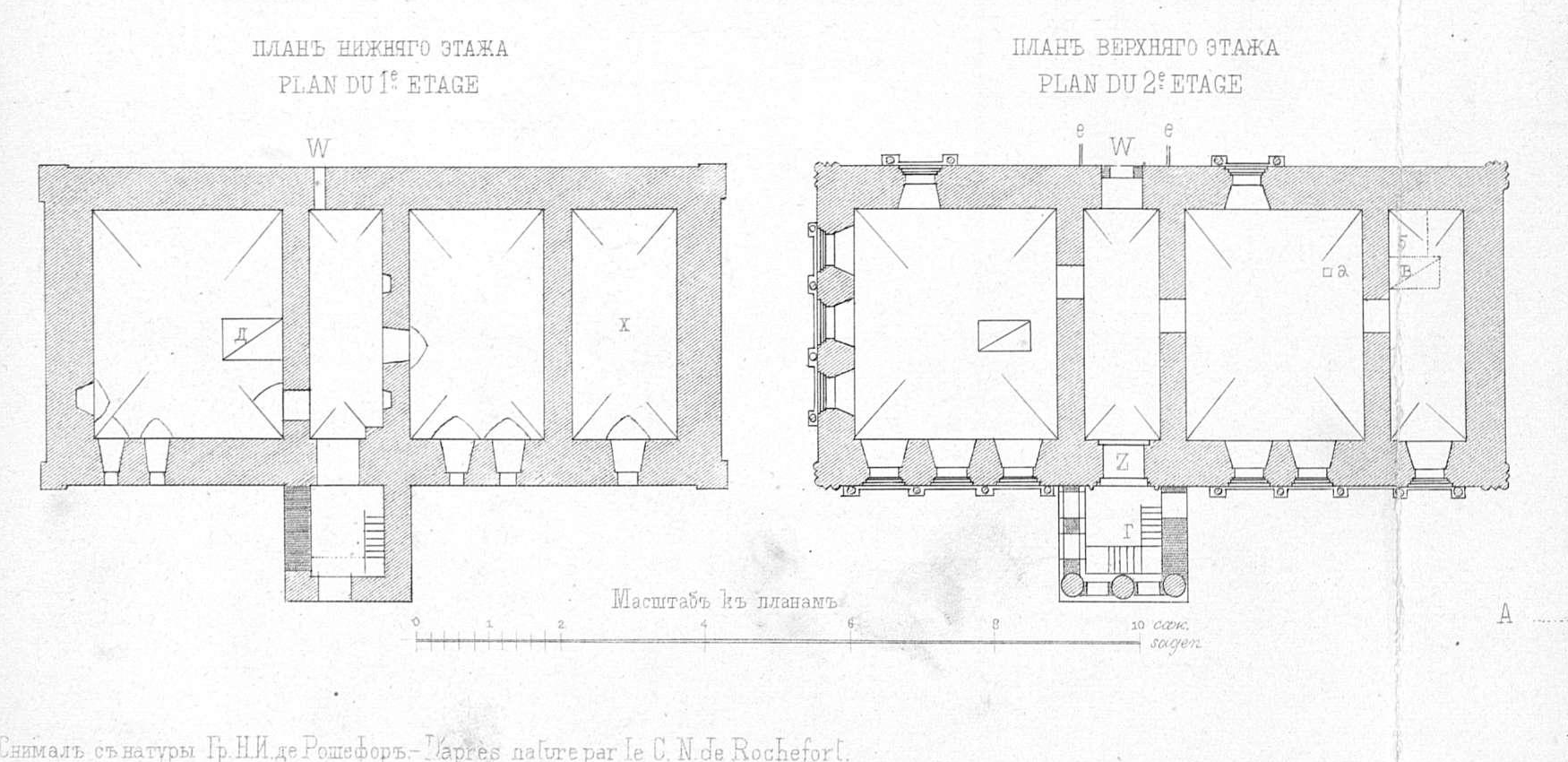
План палат Коробовых, составленный в 1874 г.

Нижний этаж здания использовался под хозяйственные нужды. Там также располагался тайник, в который вела каменная лестница из последней комнаты верхнего этажа. Остальные комнаты нижнего этажа с верхним не сообщались, попасть в хозяйственный помещения можно было только с улицы, через проход под крыльцом. Нижний этаж был неотапливаемым, верхний топили из сеней. Большая комната на верхнем этаже служила столовой.
По предположению теоретика архитектура Н. А. Рошфора на верхний этаж дома вела наружная деревянная лестница, о чём свидетельствует отсутствие на нижнем этаже окон, которые соответствовали бы окнам верхнего этажа (по левую сторону главного фасада), и то, что левая боковая стенка выступа фасада носила явные следы поздней кладки. М. В. Фехнер утверждает, что лестница была каменная, и на деревянную с шатровым верхом над первым рундуком её заменили во второй половине XIX века. Выступ фасада на верхнем этаже не имел окон — пролеты между балясинами оставались открытыми. К правой стороне здания, где отсутствуют окна и карниз, примыкала деревянная пристройка с отдельным входом. На заднем фасаде был балкон, от которого к 1874 году сохранились только остатки железных связей.

## Общественный транспорт
До музея можно добраться на троллейбусе маршрутов: 1, 2, 3, а также на маршрутном такси: 2, 3, 92. Остановка «ул. Баумана».

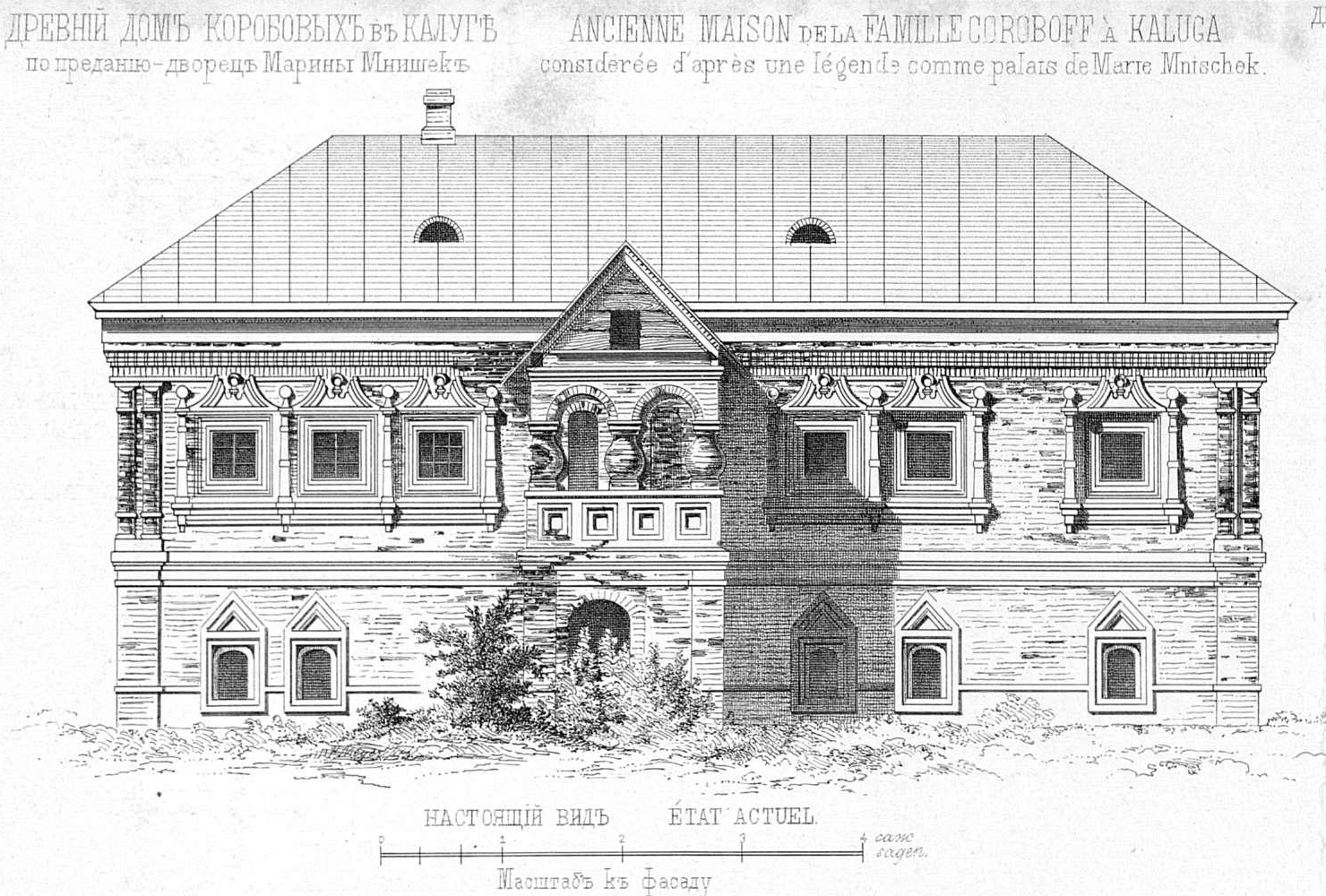
Внешний вид дома Коробовых в 1874 году
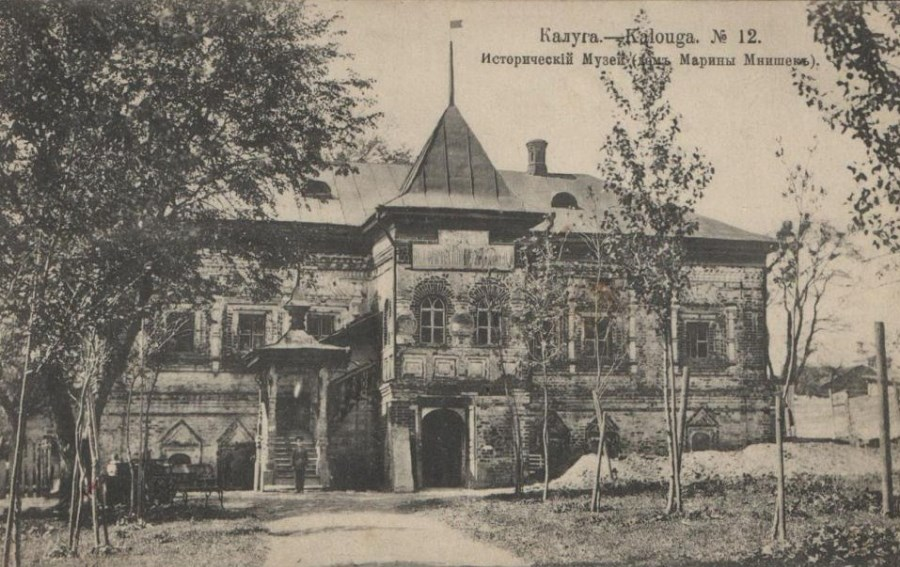
Палаты на почтовой открытке 1917 года, с восстановленной лестницей
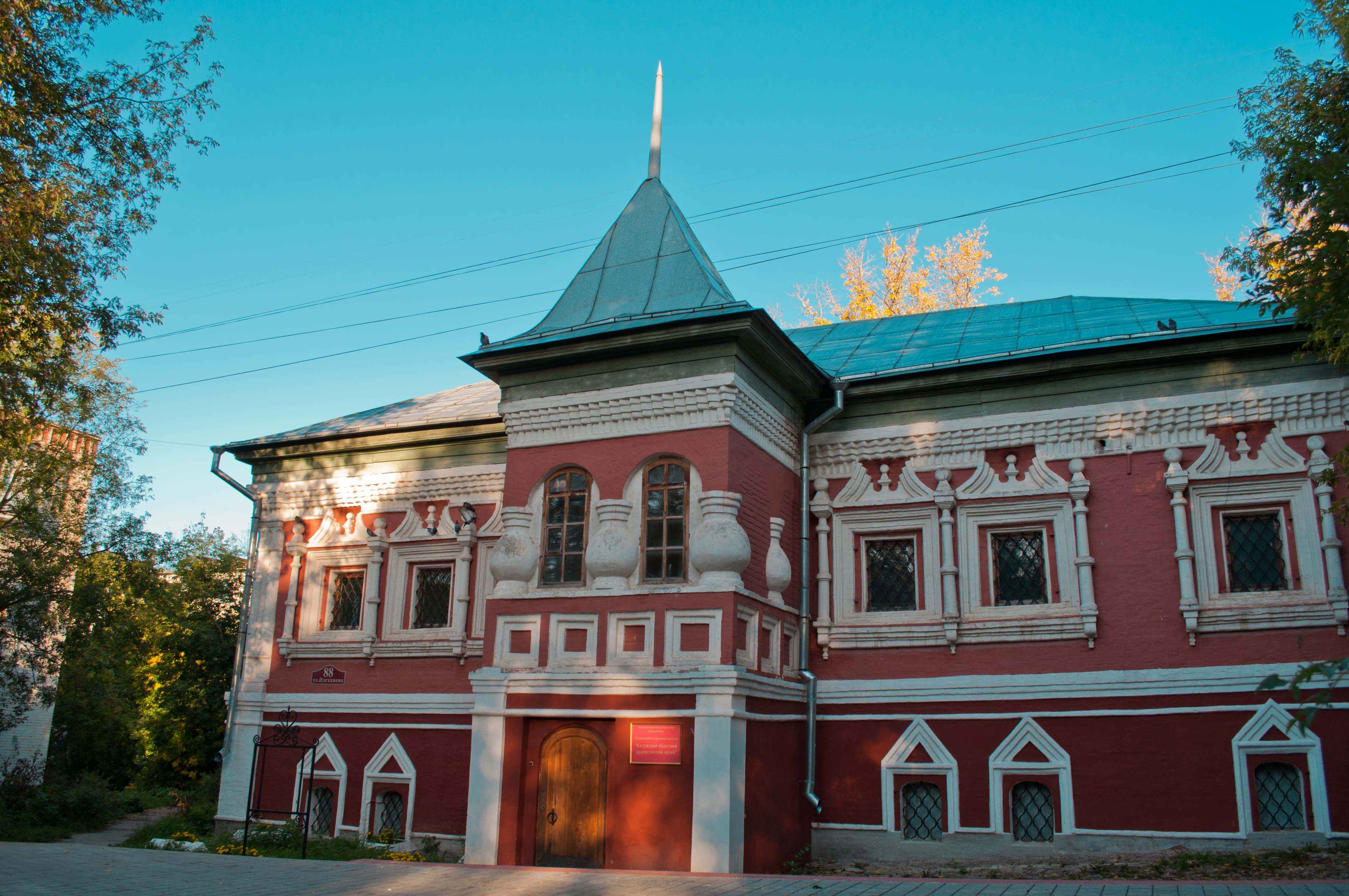
Палаты Коробовых в 2011 году
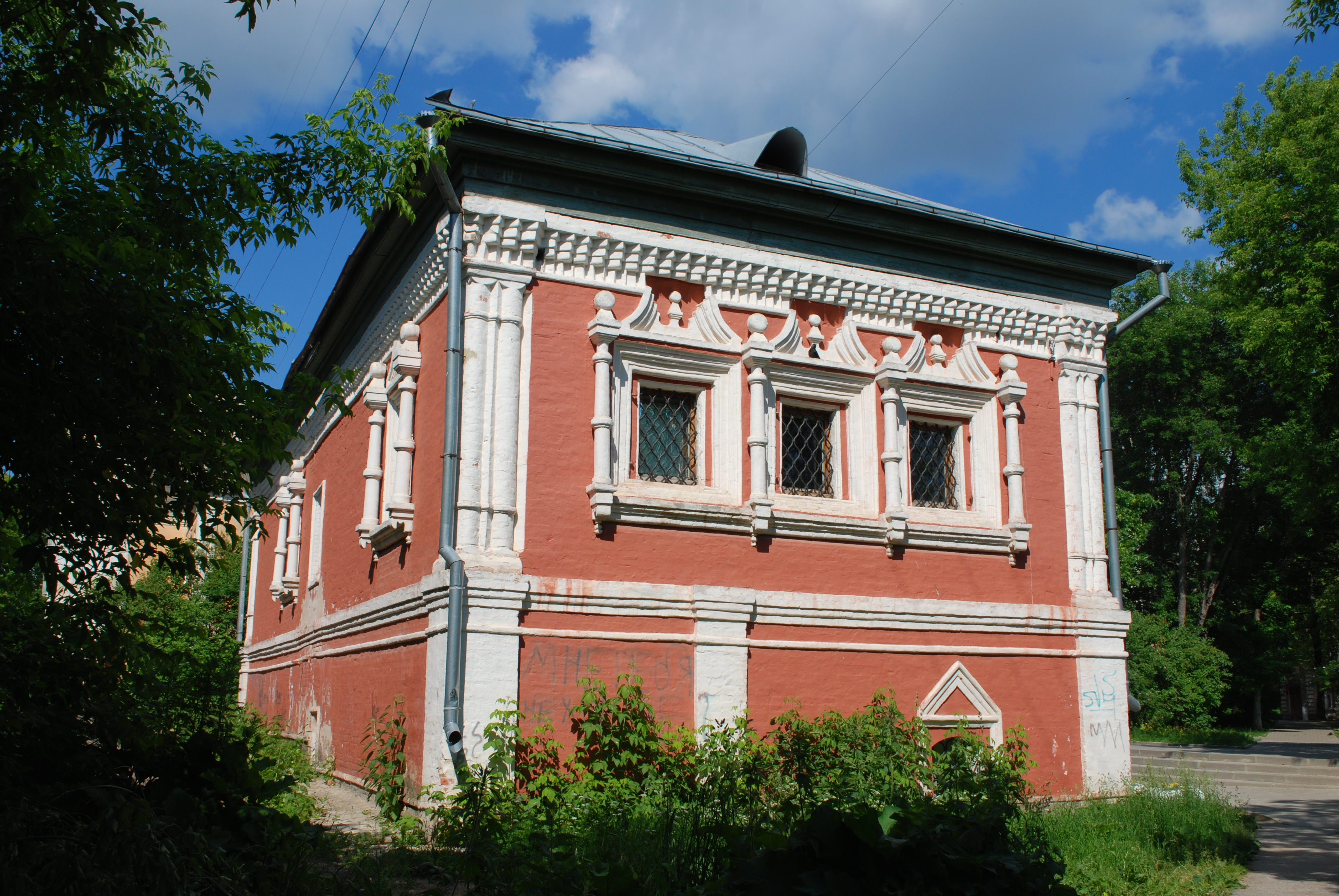
Левый боковой фасад дома Коробовых